# 黄日敬
黃日敬（？—？），字時簡，號壺淙，福建興化府莆田縣人，明朝政治人物。

## 生平
曾受學於甘泉先生湛若水，正德十一年（1516年）丙子科福建鄉試舉人。历官崇仁、山阳二县知县，擢升常德府知府，官至两浙盐运使。

## 家族
曾祖黃道全；祖父黃與瑞；父黃相，弘治九年進士。